# Laphria azurea
Laphria azurea är en tvåvingeart som beskrevs av Hermann 1914. Laphria azurea ingår i släktet Laphria, och familjen rovflugor.
Artens utbredningsområde är Taiwan. Inga underarter finns listade i Catalogue of Life.